# Rœulx
Rœulx è un comune francese di 3 708 abitanti situato nel dipartimento del Nord nella regione dell'Alta Francia.

## Società

### Evoluzione demografica
Abitanti censiti